# Celtis schippii
Celtis schippii är en hampväxtart som beskrevs av Paul Carpenter Standley. Celtis schippii ingår i släktet Celtis och familjen hampväxter. Inga underarter finns listade i Catalogue of Life.